# Carlo Tagliavini
Carlo Tagliavini (Bolonya, 18 de juny de 1903 - Bolonya, 31 de maig de 1982) fou un lingüista i romanista italià.

## Vida
Va ser professor, successivament, a les universitats de Bolonya, de Nimega, de Budapest, i, des de 1935, a la Universitat de Pàdua, de la qual fou rector de 1947 a 1952. Els seus interessos científics foren variats; dedicà una part important de la seva recerca al romanès, a la dialectologia italoromànica (Livinallongo, Comelico), la història dels mots, la gramàtica històrica, etc. També es dedicà a llengües no romàniques, amb estudis sobre l'albanès, l'hongarès, i altres de germanística. És conegut sobretot pel manual de lingüística romànica Origine delle lingue neolatine (1948), que conegué successives edicions i que es traduí a diversos idiomes (romanès, castellà, etc).
Fou membre de diverses acadèmies entre les quals cal destacar l'Accademia della Crusca (des de 1969). Fou director de la revista Studi rumeni de 1927 a 1933. El 1963 rebé la medalla d'or al mèrit acadèmic italiana.

## Obra
- Grammatica della lingua rumena, Heidelberg, Giulio Groos, 1923
- Antologia rumena, Heidelberg, Giulio Groos, 1923
- Il dialetto del Comelico, in Archivum Romanicum, X, 1926, pp. 1-200
- La lingua degli indi Luiseños (alta California) secondo gli appunti grammaticali inediti di un chierico indigeno, Bolonya, Zanichelli, 1926
- Divagazioni semantiche rumene. Dal nome proprio al nome comune, in Archivum Romanicum, XII, 1928, pp. 161-231
- Il “Lexicon Marsilianum”–Dizionario latino-rumeno-ungherese del sec. XVII–Studio filologico e testo, Bucarest, 1930 [edició d'un diccionari llatí-romanès-hongarès del segle XVII]
- Divagazioni semantiche rumene e balcaniche (Dal nome proprio al nome comune), in Archivum Romanicum, XVI, 1932, pp. 333-383
- Introduzione alla glottologia generale comparata, Padova, Gruppo Universitario Fascista, 1936
- Elementi di linguistica italiana, Padova, Gruppo Universitario Fascista, 1936
- Il dialetto di Livinallongo, Bolzano'Castel Mareccio, Istituto di Studi per l'Alto Adige, 1934. 1937
- Grammatica comparata delle lingue neolatine. Fonetica storica, Padova, Gruppo Universitario Fascista, 1937
- L'albanese di Dalmazia, Firenze, Leo S. Olschki, 1937
- Testi scelti per le esercitazioni di glottologia, Padova, Gruppo Universitario Fascista, 1937
- Grammatica elementare della lingua portoghese, Heidelberg, Giulio Groos, 1938
- Rumänische Konversations-Grammatik, Heidelberg, Giulio Groos, 1938
- Lezioni di glottologia. Parte II, Padova, Gruppo Universitario Fascista, 1940
- Cenni di grammatica comparata delle lingue germaniche con speciale riguardo al tedesco e all'inglese, Bologna, La Grafolito Editrice, 1940
- Guida alle tesi di laurea e di perfezionamento nelle discipline linguistiche, Bologna, Riccardo Pàtron, 1946
- Le origini delle lingue neolatine, Bologna, Riccardo Pàtron, 1949 [Orígenes de las lenguas neolatinas, Mèxic, Fondo de cultura económica, 1973]
- Cenni di fonetica e morfologia storica del latino, Bologna, Riccardo Pàtron, 1949
- Un nome al giorno. Origine e storia di nomi di persona italiani, Torino, Edizioni Radio Italiana, 1955
- Storia di parole pagane e cristiane attraverso i tempi, Brescia, Morcelliana, 1963
- Panorama di storia della linguistica, 3a ed, 1970
- Studi linguistici ladino-veneti. Nuovi contributi alla conoscenza del dialetto del Comelico, Venezia, Carlo Ferrari, 1944
- Introduzione alla glottologia, 5a ed, 2 vol. Bologna, Riccardo Pàtron, 1963
- Crestomazia germanica. vol. I, Bologna, Riccardo Pàtron, 1963
- Panorama di storia della filologia germanica, vol. I, Bologna, Riccardo Pàtron, 1966
- Dizionario degli etnici e dei toponimi italiani (DETI), amb Teresa Cappello, Bologna, Pàtron, 1981
- Scritti minori, (recull d'escrits menors), Bologna, Pàtron, 1981.
- Il dialetto del Comelico; Nuovi contributi alla conoscenza del dialetto del Comelico, Santo Stefano di Cadore, Comunità montana del Comelico e Sappada, 1988 (reprint de l'edició de 1926 amb correccions i afegits).